# Солодкий, Сергей
Сергей Солодкий (укр. Сергій Солодкий; род. 24 января) — украинский клипмейкер, дизайнер и режиссёр. Известен своей работой над клипами популярных российских и украинских исполнителей, в их числе: Тина Кароль, Ани Лорак, Нюша, ВИА Гра, Вера Брежнева, MBAND, Сергей Лазарев. Режиссёр нескольких клипов известного молдавского исполнителя — Дана Балана.
Видеоработы Сергея Солодкого неоднократно побеждали в различных музыкальных конкурсах, включая Премию Муз-ТВ.

## Биография
Сергей Солодкий начал своё творчество в 2008 году со съёмок рекламных роликов, социальных реклам и клипов. Клипы Сергея собирают десятки миллионов просмотров в YouTube. Абсолютным лидером по просмотрам является клип российской группы MBAND на песню «Она вернётся», который пересёк отметку в 100 миллионов просмотров.

## Видеоклипы
- 2009 — Не бойся — Тина Кароль
- 2009 — Radio Baby — Тина Кароль
- 2009 — Камикадзе — Инь-Ян
- 2010 — Сумасшедший — ВИА Гра
- 2010 — День без тебя — ВИА Гра
- 2010 — Шиншилла — Тина Кароль
- 2010 — Не дощ — Тина Кароль
- 2010 — Лепестками слёз — Вера Брежнева и Дан Балан
- 2010 — Пофиг — Инь-Ян
- 2010 — Не отпускай моей руки — Инь-Ян
- 2011 — Я скажу Да — Тина Кароль
- 2012 — Спектакль окончен — Полина Гагарина
- 2013 — Хороший день — Вера Брежнева
- 2014 — 7 цифр — Сергей Лазарев
- 2014 — Мальви — Ани Лорак
- 2014 — Медленно — Ани Лорак
- 2014 — У меня появился другой — ВИА Гра и Вахтанг
- 2014 — Доброе утро — Вера Брежнева
- 2014 — Она вернётся — MBand

- 2015 — Где ты, там я — Нюша

- 2015 — Посмотри на меня — MBand
- 2015 — Это было прекрасно — ВИА Гра
- 2015 — Так сильно — ВИА Гра

- 2015 — Мамочка — Вера Брежнева

- 2016 — Целуй — Нюша

- 2016 — Всё исправить — MBand
- 2016 — Невыносимая — MBand
- 2017 — Не боюсь — Нюша
- 2017 — Помедленее — MBand
- 2017 — Наше лето — Вера Брежнева и Дан Балан
- 2017 — Свобода или сладкий плен — Валерий Меладзе
- 2018 — Ты мой человек — Вера Брежнева
- 2018 — Ниточка — MBand
- 2018 — Ночь — Нюша
- 2018 — Твой поцелуй — Слава
- 2018 — Allegro Ventigo — Дан Балан
- 2018 — Numa numa 2 — Дан Балан
- 2018 — Кохайтесь — Letay
- 2019 — Balzam — Дан Балан
- 2019 — «1+1» — ВИА Гра
- 2019 — Сильней огня — Жасмин
- 2019 — Я буду твоя — Таисия Повалий
- 2019 — Этот долгий день — Стас Михайлов